# Fahas Bilanglod
Fahas Bilanglod (thailändisch ฟาหัส บิลังโหลด, * 23. März 1999 in Satun) ist ein thailändischer Fußballspieler.

## Karriere

### Verein
Fahas Bilanglod stand bis Ende 2018 beim BGC FC, dem heutigen Siam FC unter Vertrag. Der Verein aus Nonthaburi spielte in der vierten thailändischen Liga, der Thai League 4. Mit dem Verein spielte er in der Bangkok Metropolitan Region. Im Januar 2019 wechselte er zum Erstligaabsteiger BG Pathum United FC. In der Saison 2019 kam er zweimal in der zweiten Liga zum Einsatz. Am Ende der Saison wurde er mit BG Meister und stieg in die erste Liga auf. In der ersten Liga kam er nicht über die Rolle des Ersatztorhüters hinaus. Am Ende der Saison feierte er mit dem Verein die thailändische Meisterschaft. Am 1. August 2021 wechselte er auf Leihbasis zum Zweitligisten Chiangmai FC. Für den Verein aus Chiangmai stand er in der Hinrunde 2021/22 siebenmal in der zweiten Liga zwischen den Pfosten. Zur Rückrunde kehrte er Ende Dezember 2021 zu Pathum United zurück. Zu Beginn der Saison 2022/23 wechselte er im Sommer 2022 wieder auf Leihbasis zum Zweitligisten Chiangmai FC. Im Sommer 2023 wurde seine Ausleihe um ein Jahr verlängert. Am Ende der Saison 2023/24 belegte er mit dem Klub den vierten Tabellenplatz und qualifizierte sich somit für die Aufstiegsspiele zur ersten Liga. Hier konnte man sich jedoch nicht durchsetzen. Nach zwei Spielzeiten, in denen er 59 Ligaspiele bestritt, kehrte er im Sommer 2024 zu BG zurück. Hier wurde sein Vertrag jedoch nicht verlängert. Im Juli 2024 nahm ihn der Erstligist Chiangrai United unter Vertrag.

### Nationalmannschaft
Fahas Bilanglod spielte 2018 einmal in der thailändischen U23-Nationalmannschaft. Hier kam er am 3. August 2018 in einem Freundschaftsspiel gegen die südkoreanische U19-Mannschaft zum Einsatz.

## Erfolge
BG Pathum United FC
- Thailändischer Meister: 2020/21
- Thailändischer Vizemeister: 2021/22
- Thailändischer Zweitligameister: 2019  ▲